# Iván Parra Díaz
Iván Darío Parra Díaz (Armenia, 1956-Bogotá, 21 de noviembre de 2020) fue un periodista, locutor, presentador y cronista taurino colombiano. Fue reconocido por destacar las narraciones de especialidad taurina.

## Biografía
Nació en Armenia..
Empezó su trayectoria en la radiodifusión en 1975 con Todelar Radio en Armenia, de donde era originario se destacó como director taurino de El Grupo Radial Colombiano, en donde transmitió desde España a torero César Rincón.[cita requerida]
Entre 1984 se vinculó a Caracol Radio donde narraba las corridas taurinas así mismo dirigiendo programas de radio en La Ventana, Hola Buenos Días y Pase la Tarde. En 2009 al 2012 estuvo en RCN Radio en las narraciones taurinas al lado de su hermano Julían Parra. Entre 2014 al 2018 estuvo en la televisión como panelista y presentador de Arriba Bogotá y El primer café en las cadenas de Canal Capital y Citytv.[cita requerida]
El 21 de noviembre de 2020 fallece a raíz de las complicaciones renales.